# حكومة محلية في الأردن

الحكومة المحلية في الأردن (بالإنجليزية: local government)‏ يُمثلها كل من المحافظون والمجالس التنفيذية للمحافظات الـ 12 والتي يتم تعيينها من قبل الحكومة المركزية. هناك أيضًا 100 مجلس بلدي ممثلة بـ 355 مجلسًا محليًا.